# Форма Бовиля — Богомолова
Форма Бови́ля — Богомо́лова (также Бови́ля — Богомо́лова — Фуджи́ки) — квадратичная форма, существующая на вторых когомологиях {\displaystyle H^{2}(X,\mathbb {C} )} компактного гиперкэлерова многообразия. Названа в честь Арно Бовиля и Фёдора Богомолова.

## Определение
Пусть {\displaystyle \sigma } — образующая в {\displaystyle H^{2,0}(X,\mathbb {C} )}, выбранная так, чтобы {\displaystyle \int _{X}(\sigma {\overline {\sigma }})^{n}=1} (то есть симплектическая форма). Тогда всякая 2-форма допускает разложение на ходжевы компоненты: {\displaystyle \alpha =\lambda \sigma +\mu {\overline {\sigma }}+\beta ;\beta \in H^{1,1}(X)}. Определим квадратичную форму следующей формулой:
{\displaystyle q(\alpha )=\lambda \mu +n/2\int _{X}\beta ^{2}(\sigma {\overline {\sigma }})^{n-1}}

## Свойства формы Бовиля — Богомолова
1. Пусть {\displaystyle {\mathfrak {X}}\to B} — универсальная локальная деформация {\displaystyle X} (её база {\displaystyle B} будет шаром). Тогда для {\displaystyle t\in B}, достаточно близких к {\displaystyle 0}, {\displaystyle q({\sigma }_{t})=0}, {\displaystyle q({\sigma }_{t},{\overline {{\sigma }_{t}}})>0} (в последней формуле {\displaystyle q} обозначает симметричную билинейную форму, построенную по выше определённой квадратичной форме).
2. Отображение, ставящее точке {\displaystyle t\in B} точку, соответствующую форме {\displaystyle {\sigma }_{t}} в проективизации вторых когомологий {\displaystyle \mathbb {P} (H^{2}(X,\mathbb {C} ))}, является, более того, локальным изоморфизмом с множеством нулей формы {\displaystyle q} (локальная теорема Торелли).
3. {\displaystyle q|_{H^{2}(X,\mathbb {R} )}} — невырожденная форма сигнатуры {\displaystyle (3,b_{2}(X)-3)}, где {\displaystyle b_{2}} — второе число Бетти.
4. Соотношение Фуджики: если {\displaystyle \alpha \in H^{2}(X,\mathbb {R} );{q(\alpha )}^{n}=c\int _{X}{\alpha }^{2n}}, где {\displaystyle c} — некоторая константа, не зависящая от комплексной структуры на {\displaystyle X} (а только от его топологии).